# Davao del Norte
Davao del Norte, đơn giản là Davo, là một tỉnh của Philippines nằm ở vùng Davao tại Mindanao. Thủ phủ là thành phố Tagum và tỉnh này giáp Agusan del Sur về phía bắc, Bukidnon về phía tây, Compostela Valley về phía đông, và thành phố Davao về phía nam. Davao cũng bao gồm đảo Samal về phía nam ở vịnh Davao.
Tỉnh Compostela Valley từng là một phần của tỉnh này cho đến khi nó được tách thành một tỉnh riêng năm 1998. Trước năm 1967, 4 tỉnh—Davao, Davao Oriental, Davao del Sur, và Compostela Valley—là một tỉnh với tên Davao. Vùng Davao bao gồm tỉnh cũ này.
Tỉnh Davao del Norte có dân số theo điều tra năm 2000 là 743.811 người, đông thứ 32 quốc gia này. Ngôn ngữ chính là Cebuano và Dabaweño.

## Hành chính
Davao del Norte được chia ra 8 đô thị và 3 thành phố. 
| Thành phố/Đô thị | Thành phố/Đô thị            | Số Barangay | Diện tích (km²) | Dân số (2000) | Mật độ dân số (per km²) |
| ---------------- | --------------------------- | ----------- | --------------- | ------------- | ----------------------- |
|                  | Asuncion                    | 20          | 411.52          | 60.383        |                         |
|                  | Braulio E. Dujali           | 5           | 91.00           | 18.050        |                         |
|                  | Carmen                      | 20          | 275.16          | 55.144        |                         |
|                  | Kapalong                    | 21          | 1.012,87        | 68.593        |                         |
|                  | New Corella                 | 21          | 321.48          | 44.590        |                         |
|                  | Panabo City                 | 39          | 259.72          | 133.950       |                         |
|                  | Island Garden City of Samal | 46          | 301.30          | 82.609        |                         |
|                  | San Isidro                  | 13          |                 | 24.100        |                         |
|                  | Santo Tomas                 | 19          | 320.41          | 84.367        |                         |
|                  | Tagum City                  | 23          | 192.00          | 179.531       |                         |
|                  | Talaingod                   | 3           | 454.96          | 16.593        |                         |